# Bataille de Bothaville
Seconde guerre des Boers
Batailles
Raid Jameson (décembre 1895 - janvier 1896)
- Doornkop

Front ouest (octobre 1899 - juin 1900)
- Kraaipan
- Belmont
- Graspan
- Modder River
- Stormberg
- Magersfontein
- Kimberley
- Paardeberg
- Poplar Grove
- Driefontein
- Sand River
- Mafeking
- Doornkop
- Biddulphsberg
- Lindley
- Diamond Hill

Front est (octobre 1899 - août 1900)
- Talana Hill
- Elandslaagte
- Rietfontein
- Bataille de Ladysmith
- Colenso
- Spion Kop
- Vaal Krantz
- Siège de Ladysmith
- Libération de Ladysmith
- Bergendal

Raids et guérillas (mars 1900 - mai 1902)
- Sanna's Post
- Mostertshoek
- Jammerbergdrift
- Roodewal
- Bothaville
- Leliefontein
- Nooitgedacht
- Vlakfontein
- Groenkloof
- Elands River
- Bloedrivier Poort
- Bakenlaagte
- Groenkop
- Tweebosch
- Rooiwal

La bataille de Bothaville (ou Bataille de Doornkraal) se tint le 6 novembre 1900, et fut l'une des rares défaites du kommando de Christiaan de Wet, face à une unité d'infanterie montée britannique.

## Bataille
De Wet était l'un des plus talentueux généraux boer au cours de la seconde guerre des Boers, pénétrant les lignes britanniques en toute impunité. Le 6 novembre 1900, DeWet campa à Bothaville sur la Valsch River avec 800 hommes d'un kommando de l'État libre d'Orange. Le président de l'État libre, Marthinus Steyn, les accompagnait. De Wet était inquiet du fait que la force largement supérieure du général major Charles Knox campait à une dizaine de kilomètres de là, mais pensait que ses sentinelles l'informerait adéquatement de tout mouvement menaçant de l'ennemi. Ses sentinelles cependant s'endormirent.
Peu après l'aube, alors que De Wet venait de recevoir des nouvelles rassurantes d'une de ses estafettes, l'avant garde de Knox composée de 600 hommes, les 5th et 8th MI sous le commandement du Lieutenant-Colonel P. W. J. Le Gallais surgit à seulement 300 mètres du camp boer. Le Président parvint à s'échapper, car un de ses adjudants gardait en permanence un cheval prêt. La plupart des hommes de De Wet parvinrent à enfourcher leur monture, mais 150 hommes restèrent en arrière et durent engager le combat avec les Britanniques. Tous se couchèrent ou occupèrent des bâtiments de ferme et ouvrirent le feu à courte distance voire à bout portant, y compris avec l'artillerie de campagne. « L'héroïsme des deux côtés fit de ce combat l'une des plus féroces et sanguinaires escarmouches de la guerre ».
La bataille dura quatre heures avant que Knox n'arrive tardivement avec son infanterie. À ce moment, le seul officier britannique survivant était le major William Bernard Hickie, engagé dans une charge à la baïonnette avec ses hommes. Les Boers survivants décidèrent alors de se rendre. Les soldats britanniques voulurent fusiller deux soldats boers, qui avaient été trouvés en possession de balles dum-dum, mais Knox parvint à les stopper. 

## Bilan
Les Boers subirent 25 morts et 130 hommes capturés, dont 30 hommes blessés. De Wet dut aussi abandonner quatre Krupp field guns, un pom pom, et deux pièces d'artillerie britannique capturées à Colenso et Sanna's Post. Les pertes britanniques étaient également importantes. Le Gallais mourut la nuit suivante de ses blessures. Le lieutenant-colonel Wally Ross du 48th MI fut blessé au visage. De par l'abandon de la poursuite par Knox, l'essentiel des forces de De Wet restait intact, et recommença rapidement à attaquer les convois et garnisons britanniques. Hickie écrivit en colère : « Le général est une vieille femme... Si Knox avait eu la même énergie que Le Gallais, nous aurions pu l'emporter et mettre toute la troupe dans un sac ».